# Лингвистическая палеонтология
Лингвистическая палеонтология (фр. paléontologie linguistique; лингвистическая археология), или метод слов и вещей (нем. Wörter und Sachen) — метод реконструкции протокультуры (материальной и духовной) и локализации прародины народов на основании лексики праязыков. Реконструируется словарный состав языка, а соответственно и реалии его носителей. На основании этого также делаются выводы о месте обитания носителей данного языка — об экологической среде, где они жили (о фауне, флоре, географическом окружении и климате). Также анализируются заимствования в праязыках (см., например, Заимствования в праславянском языке).

## История
Уже Якоб Гримм писал о необходимости изучения языка вместе с культурой его носителей. Сам термин ввёл в 1859 году швейцарский лингвист Адольф Пикте. В своём труде «Индоевропейские истоки, или первобытные арии» (фр. Les origines indo-européennes, ou les Aryas primitifs) он предпринял «первую крупную попытку изобразить на основании языкового материала индоевропейской семьи полную картину быта и культуры индоевропейского народа-предка и попутно определить место его жительства». Этот труд положил начало лингвистической палеонтологии.
Изначально лингвистической палеонтологией занимались применительно к индоевропейским языкам. Этот период представлен, помимо работ Пикте, работами О. Шрадера, М. Мюллера, Б. Дельбрюка. Пик исследований в области лингвистической палеонтологии приходится на середину и особенно вторую половину XIX века, начало XX века. Во второй половине XX века этот метод применяется как к неиндоевропейским языкам (семитским, уральским и другим), так и к праязыкам групп индоевропейской семьи (прагерманскому, праславянскому и другим).

## Терминология
Лайл Кэмпбелл в своём учебнике по сравнительно-историческому языкознанию описывает метод Wörter und Sachen как «историко-культурные выводы, сделанные из изучения слов» (англ. historical cultural inferences that can be made from the investigation of words) и приводит четыре его варианта:
1. На основе членимости слов — если слово можно разбить на части (как англ. skyscraper ‘небоскрёб’ ← sky ‘небо’ + sсraper ‘тот, кто царапает’), то оно новее нечленимого (как англ. house ‘дом’) слова (там же указывается, что этот метод отнюдь не всегда работает).
2. На основе того, что слово претерпело семантический сдвиг: англ. spinster ‘незамужняя женщина или кто-то пожилого возраста’ изначально значило ‘тот, кто прядёт (spin)’ → ранее искусством прядения занимались женщины.
3. На основе регулярности/иррегулярности — если морфологические формы слова образуются нерегулярно (например, с помощью непродуктивных аффиксов), то это слово, скорее всего, древнее, как англ. ox ‘бык’ и oxen ‘быки’ с непродуктивным суффиксом множественного числа -en.
4. На основе реконструкций — если в реконструированном праязыке было некое слово, значит его носители были знакомы с тем, что обозначает данное слово.

С. А. Бурлак и С. А. Старостин в своём учебнике приводят только четвёртый метод с равнозначными названиями — лингвистическая палеонтология, метод слов и вещей и Wörter und Sachen.
Также термином Wörter und Sachen и англ. word and thing method / method of ‘word and thing’ обозначают методы, применявшиеся представителями Школы слов и вещей и метод в этнографии.